# Interstate 635
Interstate 635 (I-635) är en väg i USA. Den är lite drygt 20 km lång och utgör en länk mellan I-29, I-70 och I-35 för resenärer som vill undvika Kansas Citys stadskärna.

## Delstater vägen går igenom
- Kansas
- Missouri